# Spot
Spot  é um fonograma utilizado como peça publicitária em rádio, feita por uma locução simples ou mista (duas ou mais vozes), com ou sem efeitos sonoros e música de fundo. O spot é, geralmente, utilizado na publicidade quando há muita coisa a ser transmitida em uma só mensagem.
Esse formato de peça não deve ser confundido com o jingle, que utiliza principalmente a música como recurso para a fácil memorização da mensagem pelo público-alvo (ou target).
Spot é uma propaganda criada com vários recursos radiofônicos como voz, música e efeitos.
Spot é também o nome de pequenas luminárias de luz direcionada.